# Cunonia pseudoverticillata
Cunonia pseudoverticillata är en tvåhjärtbladig växtart som beskrevs av André Guillaumin. Cunonia pseudoverticillata ingår i släktet Cunonia och familjen Cunoniaceae. Inga underarter finns listade i Catalogue of Life.